# Suharno
Suharno (Klaten, 1 de octubre de 1959-Malang, 19 de agosto de 2015) fue un jugador y entrenador de fútbol indonesio.

## Biografía
Jugó un total de doce años como futbolista, debutando en 1978 con el PS Banteng. También jugó para el PS Ragunan, Perkesa 78 y finalmente para el Niac Mitra, equipo en el que se retiró en 1990 y con el que ganó la Super Liga de Indonesia en 1988. Durante su etapa en el club ejerció el cargo de jugador y segundo entrenador. Tras su éxito en el banquillo, el Deltras FC le fichó como entrenador, ganando la Piala Indonesia en 1994 y participando posteriormente en la Recopa de la AFC de 1995. También entrenó al Arema Malang, Persikab Bandung, Persema Malang, PSS Sleman, Deltras FC por segunda vez, Persipura Jayapura, Bontang FC, Persis Solo, Persiwa Wamena, a la selección de fútbol de Indonesia como segundo entrenador, Arema Malang, Gresik United, Persibo Bojonegoro, y de nuevo al Arema Malang, club en el que ejerció el cargo de entrenador hasta la fecha de su muerte.
Falleció el 19 de agosto de 2015 en Malang a los 55 años de edad.

## Clubes

### Como futbolista
| Club       | País      | Año         |
| ---------- | --------- | ----------- |
| PS Banteng | Indonesia | 1978        |
| PS Ragunan | Indonesia | 1979 - 1981 |
| Perkesa 78 | Indonesia | 1981 - 1987 |
| Niac Mitra | Indonesia | 1987 - 1990 |

### Como entrenador
| Club               | País      | Año         |
| ------------------ | --------- | ----------- |
| Deltras FC         | Indonesia | 1990 - 1996 |
| Arema Malang       | Indonesia | 1996 - 1997 |
| Persikab Bandung   | Indonesia | 1997 - 1999 |
| Persema Malang     | Indonesia | 1999 - 2000 |
| PSS Sleman         | Indonesia | 2001        |
| Deltras FC         | Indonesia | 2002 - 2003 |
| Persipura Jayapura | Indonesia | 2003 - 2004 |
| Bontang FC         | Indonesia | 2005 - 2006 |
| Persis Solo        | Indonesia | 2007 - 2008 |
| Persiwa Wamena     | Indonesia | 2009 - 2010 |
| Arema Malang       | Indonesia | 2011 - 2012 |
| Gresik United      | Indonesia | 2012 - 2013 |
| Persibo Bojonegoro | Indonesia | 2013        |
| Arema Malang       | Indonesia | 2014 - 2015 |

## Palmarés

### Como futbolista

#### Campeonatos nacionales
| Título                  | Club           | País      | Año  |
| ----------------------- | -------------- | --------- | ---- |
| Super Liga de Indonesia | Mitra Kukar FC | Indonesia | 1988 |

### Como entrenador

#### Campeonatos nacionales
| Título          | Club       | País      | Año  |
| --------------- | ---------- | --------- | ---- |
| Piala Indonesia | Deltras FC | Indonesia | 1994 |